# Dipartimento di Menchum
Il dipartimento di Menchum è un dipartimento del Camerun nella Regione del Nordovest.

## Comuni
Il dipartimento è suddiviso in 4 comuni:
- Fungom
- Furu-Awa
- Menchum Valley
- Wum